# Jean Claessens (voetballer)
Jean Claessens (Anderlecht, 18 juni 1908 – 1978) was een Belgisch voetballer. Claessens was een middenvelder.

## Biografie
Claessens maakte deel uit van het legendarische Union Sint-Gillis dat tussen 1933 en 1935 zestig wedstrijden op rij ongeslagen bleef in België, een record dat nog steeds overeind staat. Claessens won in die periode drie landstitels met Union.
Claessens speelde in zijn Union-periode 21 interlands voor België. Hij maakte op 17 april 1932 zijn debuut voor de Rode Duivels in een vriendschappelijke interland tegen Nederland. Claessens nam ook deel aan het WK 1934, waar België in de eerste wedstrijd onderuit ging tegen Duitsland en zo meteen uitgeschakeld was.
Tijdens de Tweede Wereldoorlog kwam Claessens uit voor Racing Club Brussel. Na de oorlog was hij nog actief als speler-trainer bij RAEC Mons. Claessens overleed in 1978.

## Erelijst
| Nationaal         |    |                           |
| Belgisch kampioen | 3x | 1932/33, 1933/34, 1934/35 |